# 3349 Manas
3349 Manas è un asteroide della fascia principale. Scoperto nel 1979, presenta un'orbita caratterizzata da un semiasse maggiore pari a 2,7405619 UA e da un'eccentricità di 0,0332779, inclinata di 4,24185° rispetto all'eclittica.
L'asteroide è intitolato come l'omonimo poema epico kirghiso.